# 檜谷山莊
檜谷山莊是臺灣北大武山國家步道一棟住宿山屋，海拔2,150尺，位於北大武山西南側溪谷旁，步道4.2K處，隸屬屏東林區管理處。

## 歷史
前身為1944年日本人建造大武山神社(大武祠)時而設立的施工所，1967年由林務局改設為避難山屋。因位於射鹿溪上游山谷中，附近為適合檜木生長地區，現仍有許多高大紅檜巨木，且山莊位於谷地，故稱之。
近期因山屋老舊，正在整建中，預計2023年完工。

## 建築與設備
山屋有42個床位、15個營地供山友使用，有太陽能照明設備、桌椅、炊煮區、晾掛區、2間廁所。